# Транссредиземноморски газопровод
Транссредиземноморският газопровод е газопровод за природен газ от Алжир през Тунис до Сицилия и оттам до континентална Италия. Удължението на газопровода чрез TransMed доставя алжирски газ за Словения.

## История
Тръбопроводът от Алжир до Италия е предложен през 60-те години на XX век. През 1969 г. е извършено предварително проучване за осъществимост, а през 1970 г. е първото проучване на маршрута. През 1974–75 г. са извършени технически изпитания на полагане на тръби в Средиземно море. През 1977 г. са подписани споразумения за доставка и транзит.
Първата фаза на тръбопровода е изградена през 1978–1983 г., а втората фаза е през 1991–1994 г. Капацитетът на газопровода е удвоен през 1994 г. През 2000 г. газопроводът е кръстен на Енрико Матеи.
През есента на 1997 г. терористична атака прекъсва газопровода в Алжир за пет дни. Тръбопроводът е включен в Инициативата за критични външни зависимости от Съединените щати в дипломатическа телеграма, изтекла до УикиЛийкс.
На 28 февруари 2010 г. е завършен нов участък от 549 километра в Бир ел Атер, област Тебеса, с който се очаква да увеличи транспортния капацитет със 7 милиарда кубически метра годишно.

## Маршрут
Тръбопроводът води началото си от находището в Хаси Р'мел, Алжир и минава на 550 километра до границата с Тунис. В Тунис газопроводът се простира на 370 километра до Ел Хауария, в района на носът Бон, след което пресича широкия 155 километра Сицилийски пролив. Стига до Мадзара дел Вало в Сицилия. Оттам тръбопроводът продължава 340 километра в Сицилия, 15 километра през Месинския проток и 1055 километра в континенталната част на Италия до Северна Италия с разклонение към Словения.

## Оператори
На територията на Алжир оперира държавната компания „Сонатрак“, участъкът в Тунис е собственост на Sotugat (Тунизийска транстунизийска газопроводна компания) и се управлява от TTPC (Eni group, 100%). Участъкът през Сицилийския пролив се управлява от TMPC, съвместно предприятие на Eni и „Сонатрак“. Италианският участък се управлява от Snam Rete Gas.